# Amazonas (capoeira)
Amazonas na capoeira, é o toque festivo, usado para saudar mestres visitantes de outros lugares e seus respectivos alunos. É usado em batizados e encontros. Muitos mestres antigos diziam que o toque de Amazonas era o "hino da capoeira".